# Бобовец Розгански
Бобовец Розгански је насељено место у саставу општине Дубравица у Загребачкој жупанији, Хрватска. До територијалне реорганизације у Хрватској налазио се у саставу старе загребачке приградске општине Запрешић.

## Становништво
На попису становништва 2011. године, Бобовец Розгански је имао 405 становника.

## Попис1991.
На попису становништва 1991. године, насељено место Бобовец Розгански је имало 397 становника, следећег националног састава:
| Попис 1991.‍ | Попис 1991.‍ | Попис 1991.‍ | Попис 1991.‍ | Попис 1991.‍ |
| ----------- | ----------- | ----------- | ----------- | ----------- |
|             |             |             |             |             |
| Хрвати      | Хрвати      |             | 387         | 97,48%      |
| Муслимани   | Муслимани   |             | 4           | 1,00%       |
| Италијани   | Италијани   |             | 1           | 0,25%       |
| Срби        | Срби        |             | 1           | 0,25%       |
| непознато   | непознато   |             | 4           | 1,00%       |
| укупно: 397 |             |             |             |             |